# Ioniens
Les Ioniens (Ἴωνες / Íōnes forment l'une des quatre principales tribus de la Grèce antique, les trois autres étant traditionnellement les Doriens, les Éoliens et les Achéens. Le dialecte ionien est l'une des trois divisions linguistiques majeures du monde hellénique, avec les dialectes dorien et éolien.
Ionien définit plusieurs groupes de population de la Grèce classique. Il désigne également la région de l'Ionie en Anatolie. iI est également utilisé pour décrire tous les locuteurs du dialecte ionique, qui, en plus de ceux de l'Ionie proprement dite comprenaient également les populations grecques d'Eubée, des Cyclades et de nombreuses villes fondées par des colons ioniens. Enfin, il peut être utilisé pour désigner les personnes parlant des langues régionales grecques, notamment l'attique.